# 天神ビブレ
天神ビブレ（てんじんビブレ）は、かつて福岡県福岡市中央区天神において株式会社OPAが運営していた商業施設。ビブレ業態の1号店である。2020年2月11日に閉店。

## 開業までの経緯
もともと当地には、因幡町商店街や西鉄商店街（西鉄街）などの商店街があったが、木造店舗が多く火災が数回発生していたため、市街地再開発として天神コアとともに耐火構造のビルが建設されることとなり、再開発組合として「福岡市天神1丁目第1防災建築街区造成組合」を結成。ユニード（現:ダイエー）やジャスコ（現:イオン）、長崎屋などの総合スーパーが核店舗の候補に上がる中、当初は西武百貨店に内定していた。しかし、オイルショックによる建設コストの増大、それに伴う家賃の値上げなどもあり交渉は難航。同じセゾングループの総合スーパーである西友の出店も検討したものの最終的に入居を断念した。その影響や旧商店街一部店主や地権者の離脱で建設が一時停止されたが直後にニチイが仲介会社を介する形態で初回に続いて出店を表明。離脱騒動も解決の目処が立ったため計画中止の事態は回避された。なお、一部店舗は暫定店舗として現在のイムズのある地に建設されていたてんじんファイブに一時期入居していた。
開店当初はニチイの直営売り場は1階の半分程度と2階以上であり、それ以外の部分は地元商店主らによる「天神一番街」エリアとなっていた。それに合わせて、商店主らを中心としたテナント会「天神第1名店ビル商店会（現:天神ビブレ商店会）」を結成している。また、開業時から1990年代までは当店のみまたは西新ビブレ共通のCMを制作・放送していた。

## 開業後の推移
1976年（昭和51年）11月6日に、ニチイ天神店（ニチイ天神ショッピングデパート）が天神第一名店ビルの核店舗としてオープンした。ニチイ天神店は繁華街にある都市型店舗として出店されたが、岩田屋や博多大丸、天神コア、ダイエーなどの競合店が密集する激戦地であったことや、若者向けのエリアに30代から40代をターゲットにする総合スーパーを開店させたという客層に対するミスマッチから業績を伸ばすことができなかった。これは出店以来単年度黒字を一度も計上することができなかった点からもわかる。
そこで、ニチイ（当時）は1982年（昭和57年）2月にニチイ天神店を閉店し、後のマイカルの語源ともなった「YOUNG MIND」（ヤングマインド）をキーワードに、大学生やOLなど20歳前半の若者をターゲットにした店舗として1ヶ月間の改装工事を施してビブレに業態転換。1982年（昭和57年）3月20日に天神ビブレ21としてリニューアルオープンした。これまでニチイの主力であり強みでもあった衣料品部門を大幅に縮小して雑貨を増やし、更には専門店を大幅に増やしたことが特徴であった。しかしながら、購買力のない若年齢層（10代の中学・高校生など）が来客者の大半を占めるという、更なるターゲットの読み違いが発生した。理由としては、内装をピンク色にするなどの政策ミス、顧客が新しい店舗ブランドへ慣れてなかったことなどがあげられ、スタッフはリニューアル1週間ほどで失敗に気づくことになる。これらの問題や周辺競合店の相次ぐ改装も重なったこともあり、1982年11月に天神ビブレ21は、更にターゲット層の業態に即した店舗にリニューアルした。後に、店名を「天神ビブレ」に変更している。
1997年（平成9年）には道路を挟んで東側のビル（旧：天神東急プラザ）に「天神ビブレ2」を開業したが、マイカルの破綻に伴い開業から数年後の2001年（平成13年）2月25日に閉店した。なお、天神ビブレ2閉店後の2001年（平成13年）11月には、跡地に「メディアモール天神」が開業している。
天神地下街の天神コア側入口には案内表示板として「天神コア VIVRE21 一番街」の表示があったが、2012年（平成24年）秋に「天神コア 天神ビブレ」表示のものに差し替えられた。その後、2014年（平成26年）には入口看板ごと撤去されており、先述の看板は現存しない。
2011年（平成23年）3月1日にマイカルがイオンリテールと合併したため、イオンリテールの運営となり、さらに、2016年（平成28年）3月1日には、イオングループ内のファッションビル事業の再編に伴い、OPAによる運営となった。
2018年（平成30年）8月3日に、福岡市が進める天神ビッグバン計画の一環として「福ビル街区建替プロジェクト」が発表され、福岡ビルと天神コアビルを第1期事業で再開発し、第2期事業で当ビルを建て替えることが明らかになった。しかし、その後、西鉄とOPAの親会社であるイオンモールとの間で合意に達したことから、天神コア、福岡ビルに天神ビブレを加えた街区を同時期に再開発し、天神ビッグバンの期限である2024年（令和6年）までの立て替え完了を目指すことになった。この合意で当初予定されていた再開発ビルの規模は1.4倍に拡大し、地下1階にはイオンモールが食物販ゾーンを出店することとなった。そして、天神ビブレは2020年（令和2年）2月11日に閉店した。複合ビルの名前は2024年4月に「ONE FUKUOKA BLDG.（ワン・フクオカ・ビルディング、略称：ワンビル）」と決定し、2025年4月24日に開業した。

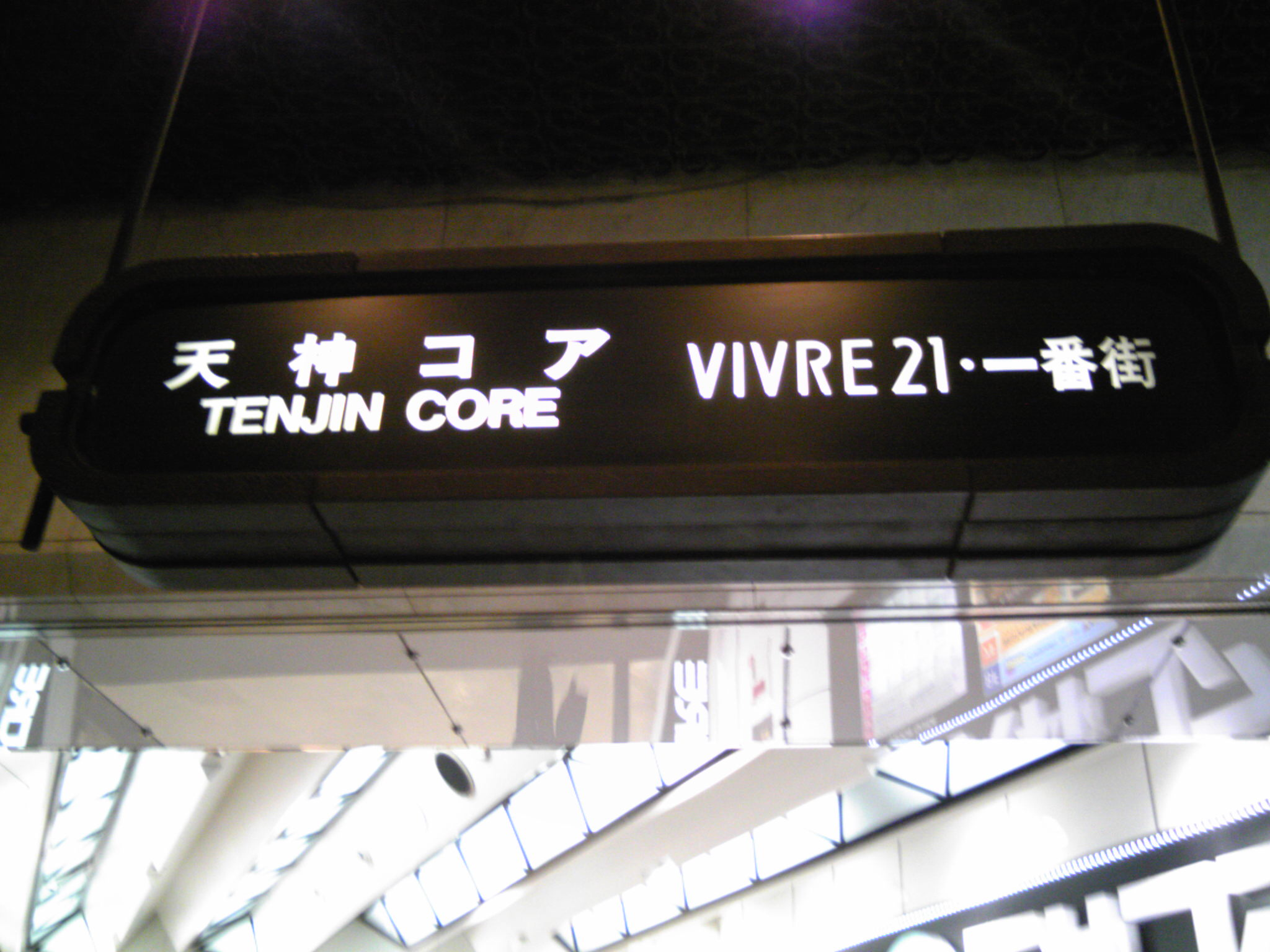
天神地下街側の入口看板 （2010年10月撮影） 2012年までVIVRE21のロゴや（天神）一番街の表示が残っていた
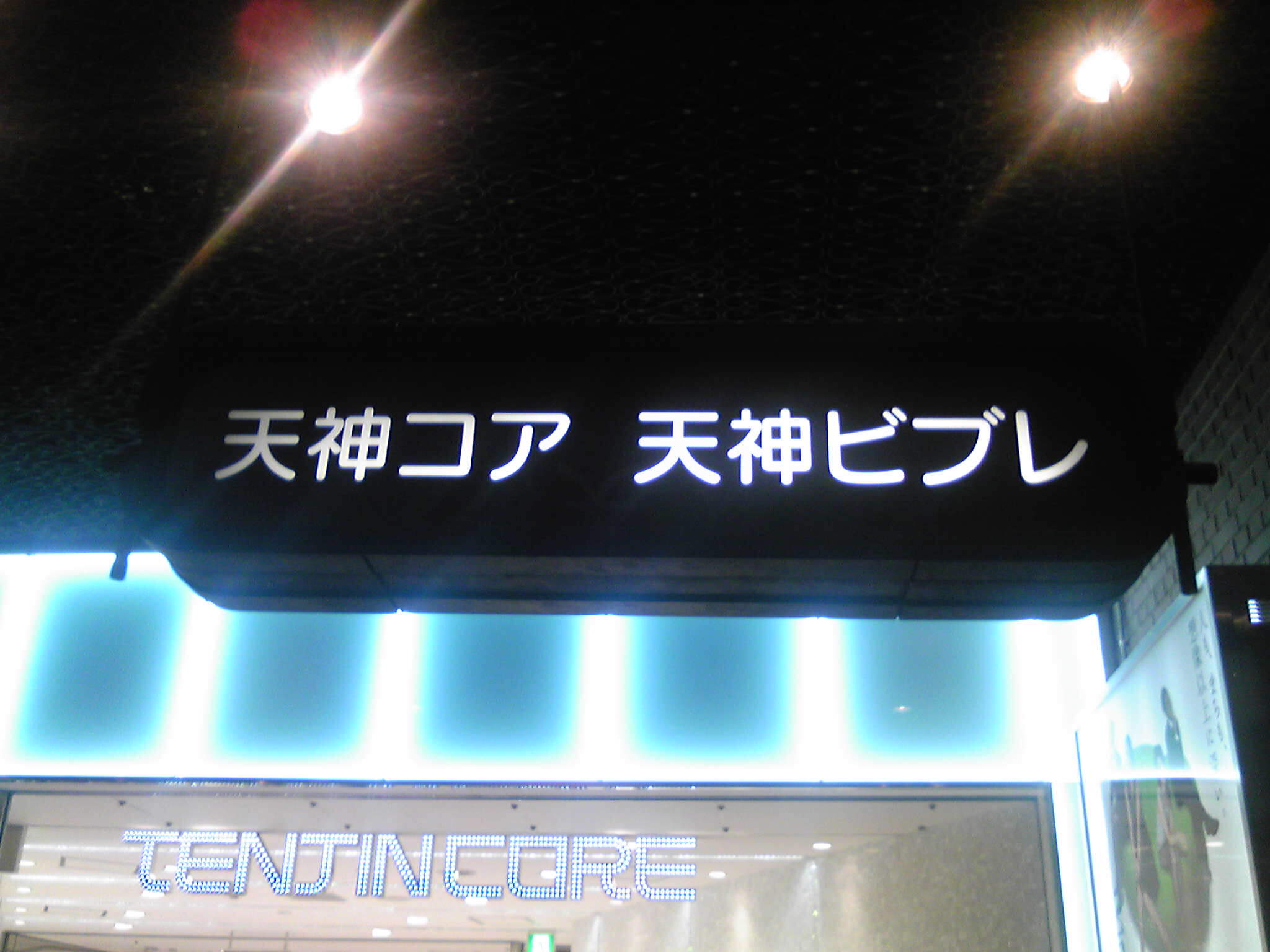
天神地下街側の入口看板 （2012年11月撮影） 左記画像の差し替え版 2014年に看板ごと撤去されたため、現存しない。
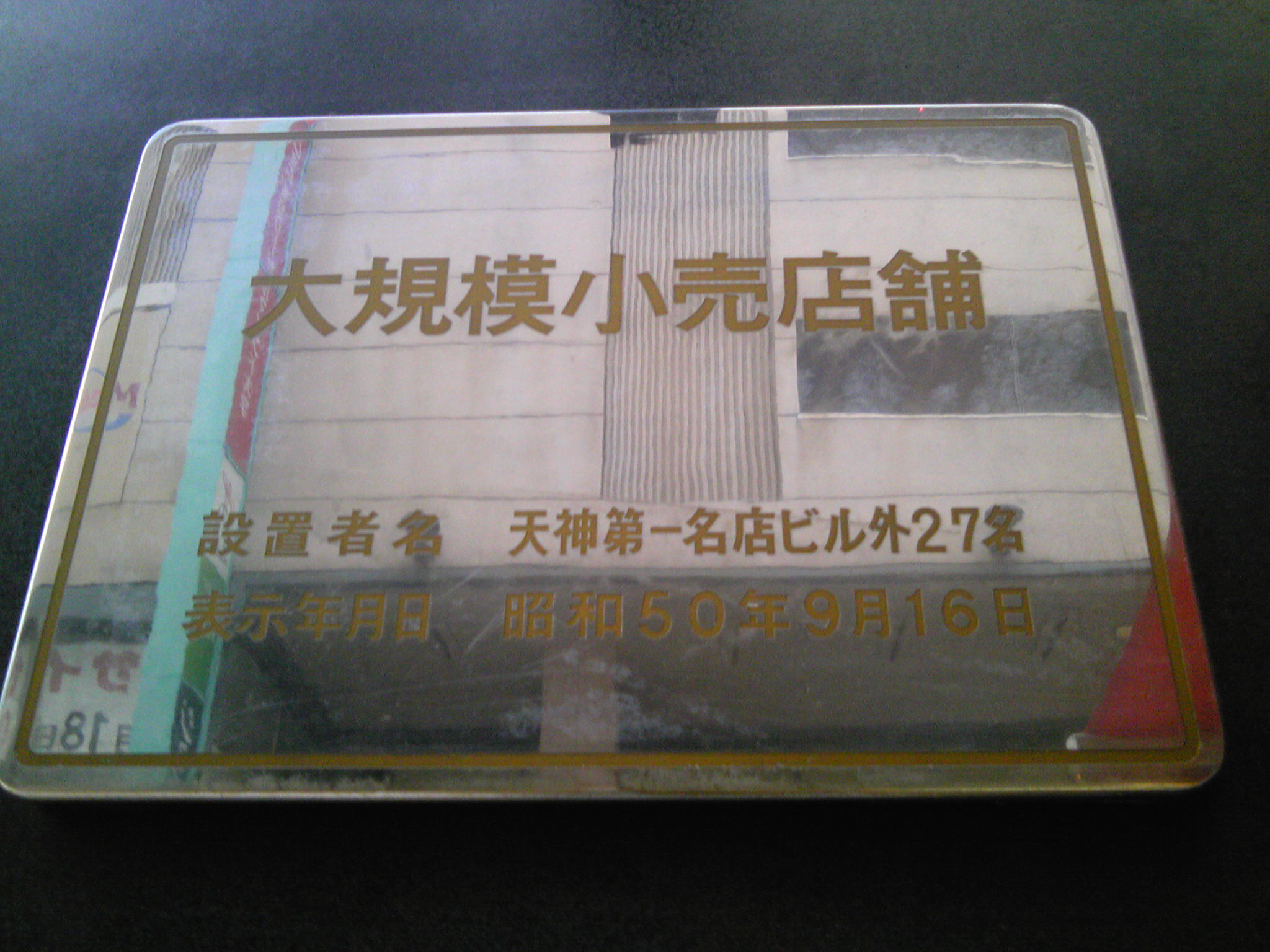
大規模小売店舗の表示板
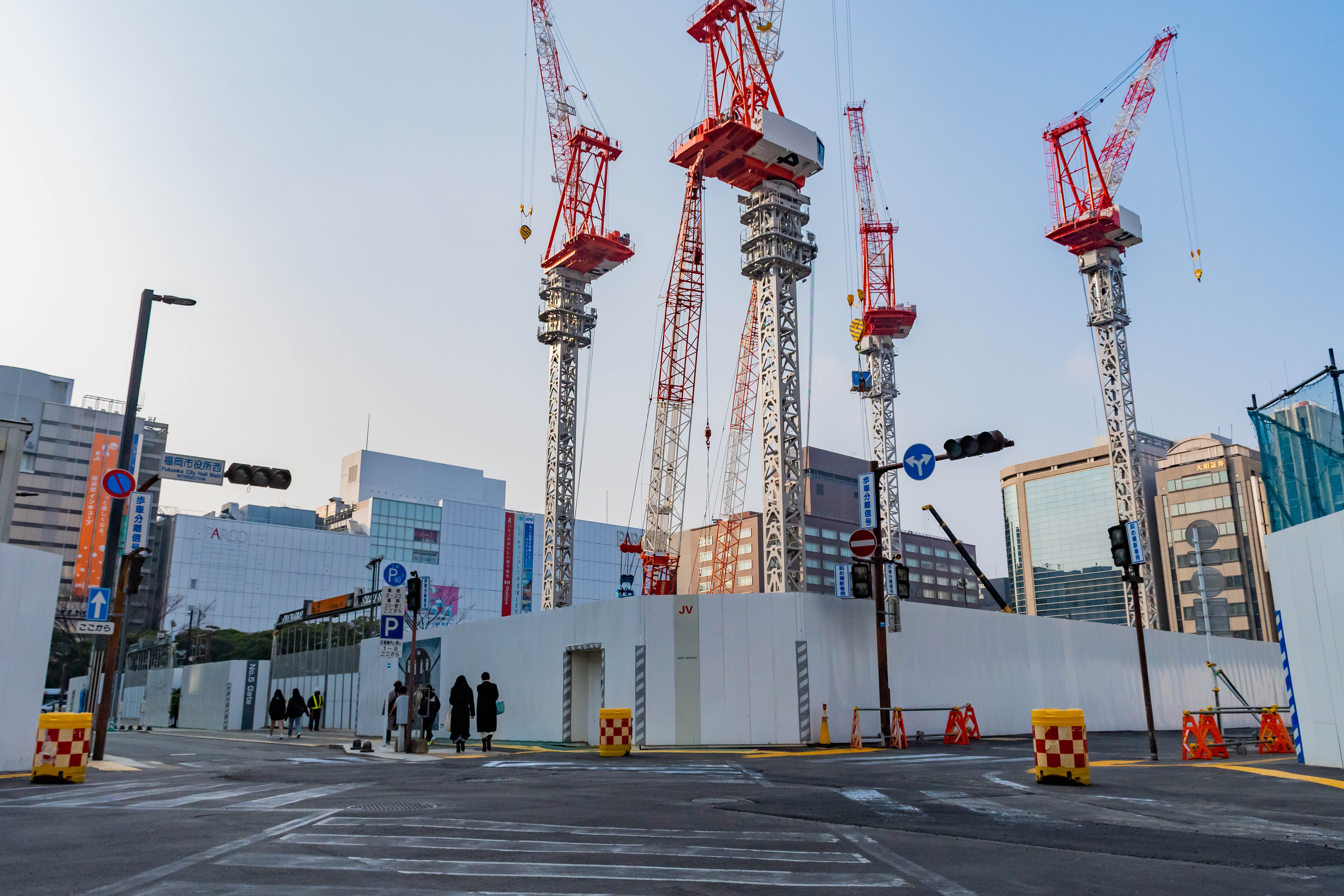
再開発中の跡地（2023年）

## 主なテナント・施設
- ビブレホール（よしもと天神ビブレホール）
- ミュージックランドKEY 楽器店
- 駿河屋（8階）→博多マルイへ移転
- アニメイト（6階）→福岡パルコへ移転
- おむらいす亭（地下1階）
- マクドナルド（地下1階）
- 杵屋（地下1階）- 店名はかつての名残として「杵屋　福岡天神一番街店」となっている[20]。

## 閉店時点のフロア構成
。全フロアが天神コアと連絡している。B2Fは、メディアモール天神にも連絡している。
| 階  | 施設                                                                                   | 連絡                                        |
| --- | -------------------------------------------------------------------------------------- | ------------------------------------------- |
| 8F  | Music & Gothic & Lolita / Live ビブレホール・ミュージックランドキーなど                | 天神コア                                    |
| 7F  | Used & Casual Wear GU                                                                  | 天神コア                                    |
| 6F  | Culture アニメイト福岡天神など                                                         | 天神コア                                    |
| 5F  | Men's Casual / Goods/Shoes ライトオン・アスビー・サンキューマートなど                  | 天神コア                                    |
| 4F  | Men's Business & Casual / Accessories ムッシュニコルなど                               | 天神コア                                    |
| 3F  | Men's Business & Casual ニコルクラブフォーメン・コムサコミューン・カフェキャロットなど | 天神コア                                    |
| 2F  | Ladie's Casual / Bag / Shoes ヴァニティフェイス・イオン銀行ATMなど                     | 天神コア                                    |
| 1F  | Ladie's Casual & Goods ABCコスメストア・シアトルズベストコーヒーなど                   | 天神コア                                    |
| B1F | Cafe & Restaurant マクドナルド・サブウェイ・おむらいす亭・手打ちうどん杵屋など         | 天神コア                                    |
| B2F | Ladie's Casual & Goods マジェスティックレゴン・地球文化屋など                          | 天神コア 天神MMTビル （メディアモール天神） |

### 1977年頃（ニチイ天神店時代）
1977年頃のフロアガイドは下記の通り（一部抜粋）。
| 階  | 施設                                                                                               |
| --- | -------------------------------------------------------------------------------------------------- |
| 7F  | リビングのフロア 家庭日用品・靴修理コーナー                                                        |
| 6F  | ホビーとレジャーのフロア おもちゃ・鉄道模型・文房具・スポーツ用品・インテリア用品                  |
| 5F  | ファミリーのフロア 紳士服（肌着等）・子供服（肌着等）・婦人服（肌着等）・寝具・布団                |
| 4F  | メンズのフロア 紳士服・男性用化粧品                                                                |
| 3F  | レディスとチルドレンファッションのフロア 婦人服・子供服                                            |
| 2F  | レディスカジュアルのフロア 婦人服・化粧品                                                          |
| 1F  | ファッションエクセレントフロア（天神一番街） 紳士服ダーバンフタタ・ATMコーナー（福岡相互銀行）など |
| B1F | 集いのフロア（天神一番街） 雪印スノーピア・手打ちうどん杵屋など                                    |
| B2F | 出逢いのフロア（天神一番街） くすり・化粧品コクミン・高千穂カメラなど                              |